# Козлов-Петровський Ігор Анатолійович

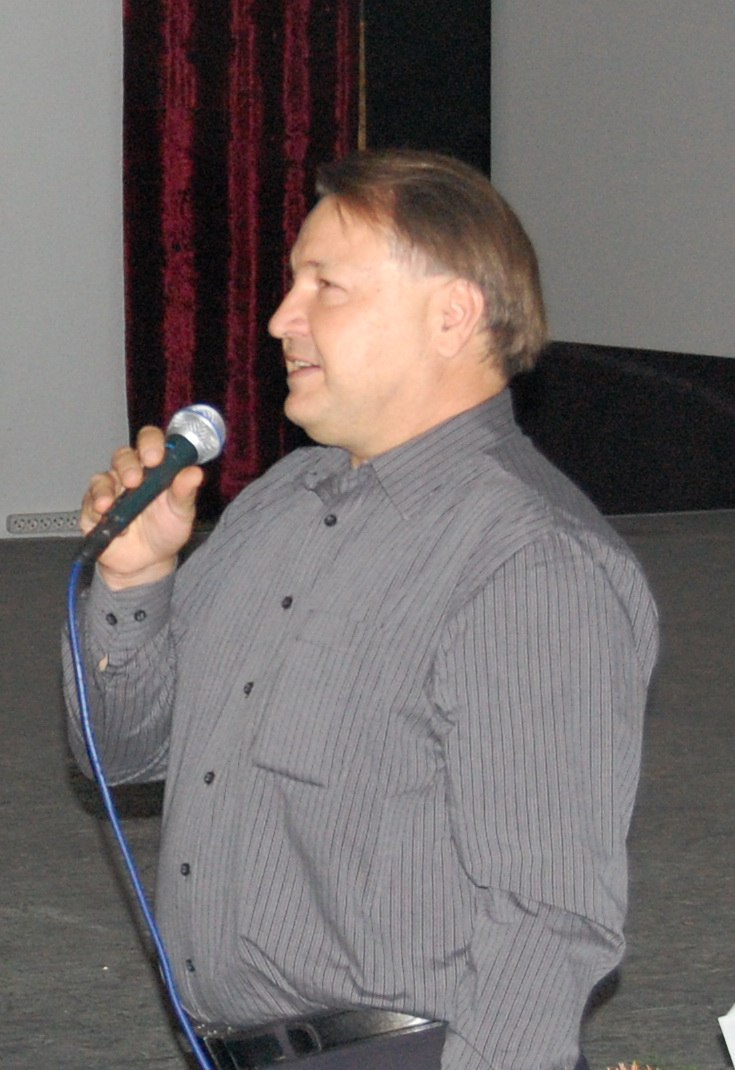

Козлов-Петровський Ігор Анатолійович (нар. 3 квітня 1962 р. в м. Сімферополь) - український і радянський актор та кінорежисер, радник Голови правління ПрАТ «Одеська кіностудія»

## Життєпис
Ігор Козлов-Петровський народився 3 квітня 1962 року в м. Сімферополь. 
У 1982 р. закінчив Миколаївське державне музичне училище. Після служби в армії (1983 – 1985 рр.) служив у Кримському музично-драматичному театрі (1986 р.).
Продовжив освіту в Одеській консерваторії ім. А.В. Нежданової (з 1987 р.) за спеціальністю «Актор музичного театру», навчання поєднував зі службою в Одеському академічному театрі музичної комедії ім. М. Водяного. 
З 1991 р. – соліст Ансамблю пісні і танцю Одеського військового округу. 

## Кар’єра
У 1991 році випустив два сольних вокальних аудіо-альбоми. 
У 1992 році заснував кінокомпанію «Юг-фільм»  (основний напрям діяльності – виробництво музичних фільмів та кліпів). У числі створених ним – кліпи для народного артиста України Я. Табачника і заслуженої артистки Російської Федерації В. Циганової.
У 1992 році пише сценарій та виступає режисером-постановником першого повнометражного фільму – музичної комедії «Щоб на нас напали гроші». 
З 2019 року – радник Голови правління ПрАТ «Одеська кіностудія» з питань кіновиробництва.
У 2021 році став академіком кіноакадемії України . 

## Фільмографія

### Режисер
-       1992 р. – «Щоб на нас напали гроші»;
-       1993 р. – «Формула Екстазу»;
-       1994 р. – «П’ятий кут» (остання головна роль Льва Перфілова);
-       1997 р. – цикл короткометражних картин, Одеський кінопроект «Ми любимо Одесу» (останній приїзд в Одесу Броніслава Брондукова);
-       2007 р. – короткометражна картина «Пригоди Леоніда Утьосова в Новорічну ніч»;
-       2014 р. – «Таємниця повітряного міста»;
-       2014-2015 рр. – дитячо-юнацький пригодницький фільм «Скарб, або Історія про чарівні апельсини» ;
-       2015 р. – «Тарантела пізньої осені» ;
-       2016 р. – «Тростина»;
-       2016 р. – «Чарівне дзеркало»;
-       2016 р. – «Таємниця старої фортеці» ;
-       2017 р. – «Ох, уже ці дідугани»;
-       2018 р. – «Таємниця старого хронометру» (спільно з Одеською кіностудією);
-       2019 р. – документальний історико-публіцистичний 10-серійний телепроект «Пантеон Одеси» (спільно з Одеською кіностудією)  ;
-       2019 р. – короткометражна картина «Записка»;
-       2020 р. – спільний короткометражний проект з Одеською кіностудією «Одесские Толстые…Кто они?»;
-       2021 р. – художній історичний фільм «Посмішка левиці» (спільно з Одеською кіностудією) ;
-       2021 р. – документальна стрічка «Слобідське кладовище»;
-       2022 р. – «Пантеон Одеси. Друге християнське кладовище» (11 і 12 серії);
-       2022 р. – «Про поета та актора, присвята Анатолію Індріцініну» (спільно з Одеською кіностудією).

### Сценарист
-       2014 р. – «Таємниця повітряного замка»;
-       2014-2015 рр. – співавтор дитячо-юнацького пригодницького фільму «Скарб, або Історія про чарівні апельсини»;
-       2015 р. – співавтор проекту «Тарантела пізньої осені»;
-       2016 р. – співавтор проекту «Таємниця старої фортеці»;
-       2016 р. - «Тростина» (співавтор);
-       2016 р. – «Чарівне дзеркало»;
-       2017 р. – «Ох, уже ці дідугани»;
-       2018 р. – «Таємниця старого хронометру»;
-       2019 р. – «Пантеон Одеси»;
-       2019 р. – короткометражна картина «Записка»;
-       2020 р. – «Одесские Толстые…Кто они?»;
-       2020 р. – «Петро Лещенко в Одесі» (співавтор) ;
-       2021 р. – художній історичний фільм «Посмішка левиці»;
-       2021 р. – документальна стрічка «Слобідське кладовище»;

### Акторські кінороботи
-       1980 р. – «Остання втеча» (реж. Л. Менакер)* (епізодична роль);
-       1986 р. – «Завтра була війна» (епізодична роль);
-       1986 р. – «В Криму не завжди літо» (епізодична роль);
-       2014 р. – «Таємниця повітряного міста»;
-       2014-2015 рр. – «Скарб, або Історія про чарівні апельсини»;
-       2015 р. – «Тарантела пізньої осені»;
-       2018 р. – «Таємниця старого хронометру».

## Нагороди та досягнення
-       Диплом лауреата конкурсу кращої книги форуму «Українська книга на Одещині» - за книгу «Пантеон Одеси» (2020 р.)
-       Лауреат Гранпрі Міжнародної асоціації діячів літератури та мистецтва «GLORIA» (Німеччина)  за телесеріал «Пантеон Одеси» (2020 р.)
1. ↑  ЮГ ФИЛЬМ (рос.). Процитовано 2 листопада 2022.
2. ↑  Народный артист Украины Ян Табачник - о Игоре Козлове-Петровском (укр.), процитовано 2 листопада 2022
3. ↑  Клип Вики Цыгановой «Денежки» (укр.), процитовано 2 листопада 2022
4. ↑  Список членів Української кіноакадемії. Вікіпедія (укр.). 25 жовтня 2022. Процитовано 2 листопада 2022.
5. ↑  ВЕСТИ ОДЕССА / гость в студии Игорь Козлов-Петровский (укр.), процитовано 2 листопада 2022
6. ↑  Премьера фильма. "Тарантелла поздней осени" (укр.), процитовано 2 листопада 2022
7. ↑  "Утро на 7". Гости студии - Игорь Козлов-Петровский, Максимилиан Арбатский и Данил Чумак (укр.), процитовано 2 листопада 2022
8. ↑  Час (18.10.18) Ігор Козлов-Петровский. ПРЕМ'ЄРА ДФ "ПОНТЕОН ОДЕСИ" (укр.), процитовано 2 листопада 2022
9. ↑  ПАНТЕОН ОДЕССЫ - Песочные часы (укр.), процитовано 2 листопада 2022
10. ↑  Премьера фильма «Улыбка львицы» (укр.), процитовано 2 листопада 2022
11. ↑  Пётр Лещенко в Одессе (укр.), процитовано 2 листопада 2022